# Illes Banda
|  | Per a altres significats, vegeu «Banda». |

Les illes Banda formen un arxipèlag d'illes volcàniques d'Indonèsia que pertanyen a la província indonèsia de Maluku. Es troben al mar de Banda, al sud-est de l'illa Ambon, a 140 km al sud de Ceram. Abasten una superfície de 44 km². La població de l'arxipèlag és d'uns 14.000 habitants.

## Història

### Època pre-europea
La primera presència humana documentada a les illes Banda prové d'un lloc penya-segat de Pulau Ay que es va utilitzar fa almenys 8.000 anys.
Abans de l'arribada dels europeus, Banda tenia una forma de govern oligàrquic dirigida per 'orang kaya' ('homes rics') i el bandanès tenia un paper actiu i independent en el comerç a tot l'arxipèlag.  Banda era l'única font mundial de nou moscada (myristica fragrans), espècies utilitzades com a aromatitzants, medicaments i conservants. agents que en aquell moment eren molt valorats als mercats europeus. Van ser venuts per comerciants àrabs a la República de Venècia per venir per preus desorbitats. Els comerciants no van divulgar la ubicació exacta de la seva font i cap europeu va poder deduir la seva ubicació.
Els primers relats escrits de Banda són a  Suma Oriental , un llibre escrit pel portuguès boticari Tomé Pires que es va assentar a Malaca des del 1512 a 1515 però va visitar Banda diverses vegades. En la seva primera visita, va entrevistar els portuguesos i els més coneguts de Malaca. Va estimar que la població del començament del segle xvi era de 2500-3000 habitants. Va informar que el Bandanès formava part d'una xarxa de comerç a tota Indonèsia i dels únics comerciants nadius malukans de llarg abast que portaven càrrega a Malaca, tot i que els comerciants de Java també feien enviaments a Banda.
A part de la producció de nou moscada i maça, Banda mantenia un important comerç entrepôt; els productes que es desplaçaven a través de Banda incloïen grans de Ternate i Tidore al nord, ocell del paradís plomes de la regió Illes Aru i Nova Guinea, escorça massoi per a medicaments i estalvis tradicionals. A canvi, la Banda rebé predominantment arrossos i draps; és a dir, cotó lleuger  batik  de Java,   calicoes  d'Índia i  ikat  dels Lesses Sundas. El 1603, un tela de mida mitjana de qualitat era intercanviada per divuit quilograms de nou moscada. Alguns d'aquests tèxtils es van vendre a la venda, i van acabar a Halmahera i Nova Guinea. El "ikat" de Coarser del Lessas Sundas es comercialitzava a sago de les illes Kei,  Aru i Seram.

### Època europea
Els portuguesos es van annexionar les Illes Banda el 1511 mentre que els anglesos van establir un fort a Banda el 1601. Els holandesos van expulsar els portuguesos el 1605 i el 1607, la COV (Companyia Holandesa de les Índies Orientals) va enviar a Neira un cert Verhoef amb la missió d'imposar el monopoli holandès al comerç d'espècies. El balanç de poder els és desfavorable, els habitants acceptaren les condicions dels holandesos i la construcció del fort de Bèlgica. Verhoef fou tanmateix assassinat el 1609 amb 45 dels seus homes.
El 1621, Jan Pieterszon Coen, governador general de la COV, arribà al capdavant d'una expedició punitiva durant la qual massacrà la població de l'illa. Els anglesos i holandesos disputaren llavors les illes, que canviaren de mans diverses vegades fins al 1814, data de la signatura del tractat de París, que reconegué la sobirania holandesa.

Els líders nacionalistes indonesis Hatta i Sjahrir van ser exiliats a Banda Nera pels holandesos des del 1934 fins al 1942, quan les tropes japoneses van desembarcar.

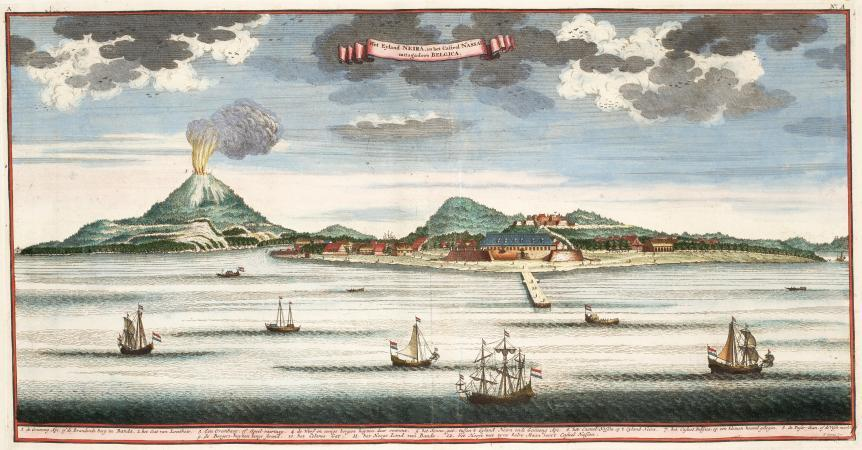
Banda Neira segons un gravat de 1724.
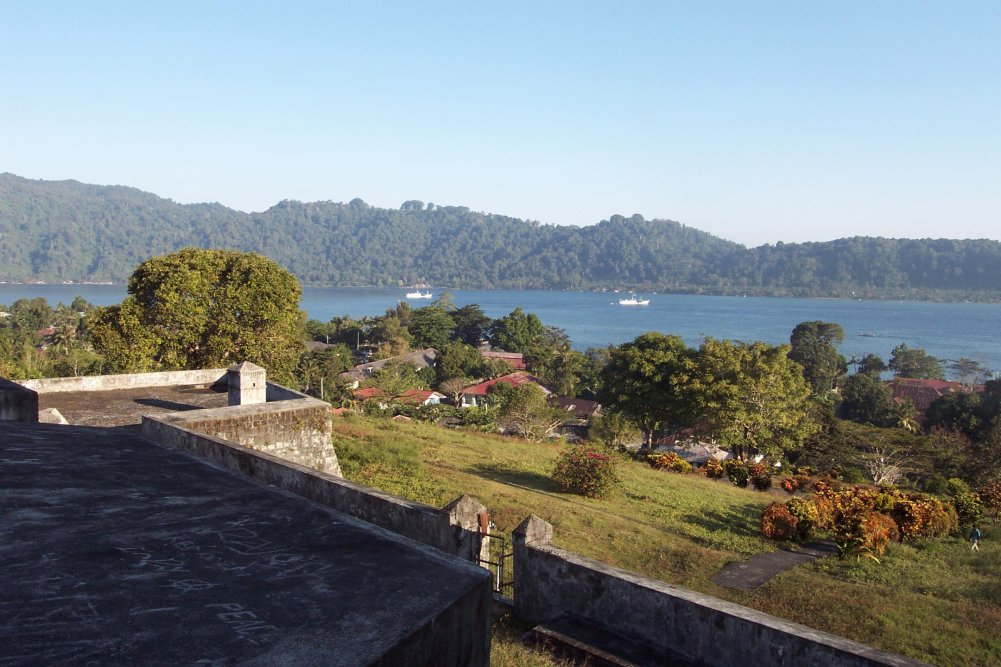
L'illa de Banda vista des del fort de Bèlgica.
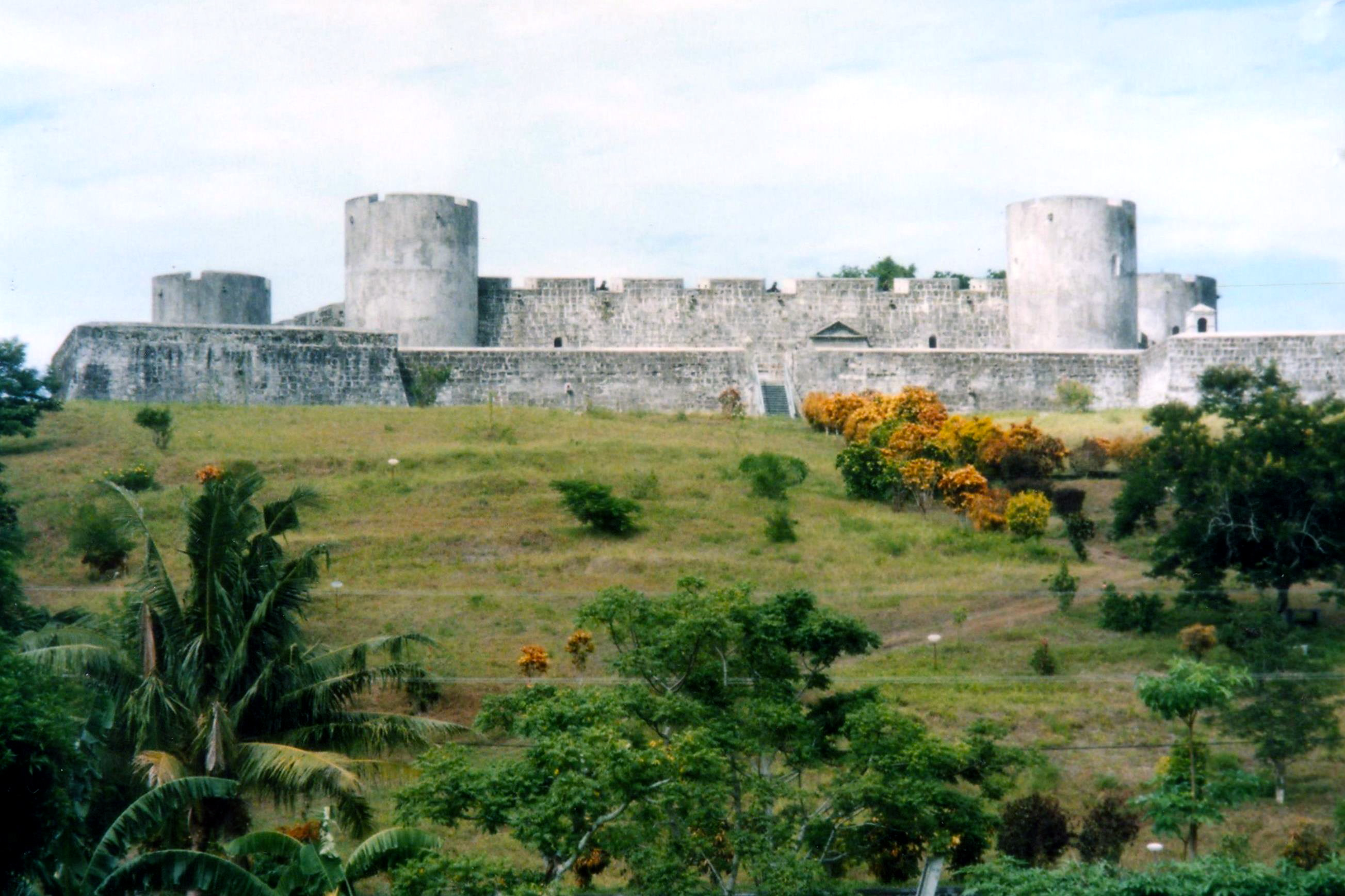
El fort de Bèlgica.
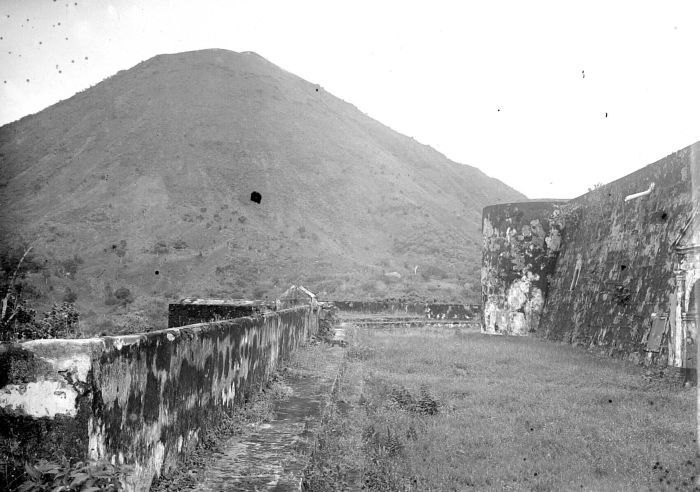
Fort Belgica el 1921.

## Geografia

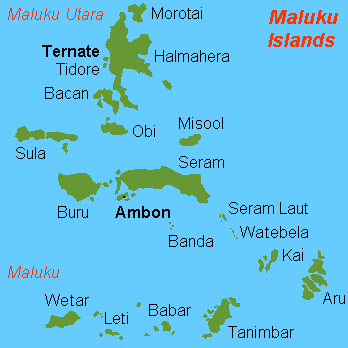
Les Illes Banda a les Moluques.

L'arxipèlag s'estén d'est a oest a la banda de mar i inclou deu illes, entre les quals hi ha un grup principal de tres illes al centre de l'arxipèlag. Aquest petit grup inclou el grup més nombrós de Banda Besar, així com l'illa volcànica de Banda Api i l'illa de Banda Neira, on es troba la seu del districte del mateix nom.
| Nom          | Altres noms                                       | Àrea | Geolocalització                                                | Descripció | Il·lustració | Llegenda                                                             |
| ------------ | ------------------------------------------------- | ---- | -------------------------------------------------------------- | --- | ------------ | -------------------------------------------------------------------- |
| Banda Neira  | • Neira ; • Naira ; • Bandaneira ; • Bandanaira . |      | 4° 31′ 8.14″ S, 129° 54′ 15.85″ E / 4.5189278°S,129.9044028°E  | • L'illa acull la capital administrativa del districte, Banda Neira .                                            |              | Localitat de Banda Neira en primer pla, illa de Banda Besar al fons. |
| Banda Besar  | • "Banda Gran"; • Lonhoir ; • Lontho .            |      | 4° 33′ 23.67″ S, 129° 55′ 12.71″ E / 4.5565750°S,129.9201972°E | • L'illa més gran de l'arxipèlag                                                                                 |              | Litografia d'un quadre de Josias Cornelis Rappard (1824-1898).       |
| Banda Api    | • Gunung Api.                                     |      | 4° 31′ 21.7″ S, 129° 52′ 50.57″ E / 4.522694°S,129.8807139°E   | • Illa volcànica que s'eleva a 640 metres d'altitud; • L'última erupció del volcà data del 1988.                 |              |                                                                      |
| Run          | • Rhun .                                          |      | 4° 33′ 25.21″ S, 129° 40′ 57.11″ E / 4.5570028°S,129.6825306°E | • L'illa més occidental de l'arxipèlag; • L'illa "va intercanviar" la de Manhattan pel tractat de Breda el 1667. |              | Vista de la costa.                                                   |
| Ai           | • Pulau Ay ; • Ai .                               |      | 4° 31′ 41.41″ S, 129° 46′ 28.66″ E / 4.5281694°S,129.7746278°E | • Illa deshabitada                                                                                               |              |                                                                      |
| Pulau Pisang | • Syahrir ; • Sjahrir                             |      | 4° 29′ 46.82″ S, 129° 56′ 12.65″ E / 4.4963389°S,129.9368472°E | • |              |                                                                      |
| Pulau Hatta  | • Rosengain ; • Rozengain .                       |      | 4° 35′ 33.03″ S, 130° 2′ 21.59″ E / 4.5925083°S,130.0393306°E  | • L'illa més oriental de l'arxipèlag                                                                             |              |                                                                      |
| Nailaka      | • Nailakka .                                      |      | 4° 32′ 6.36″ S, 129° 41′ 49.02″ E / 4.5351000°S,129.6969500°E  | • Illa deshabitada                                                                                               |              |                                                                      |
| Batu Kapal   |                                                   |      | 4° 29′ 13.71″ S, 129° 55′ 52.26″ E / 4.4871417°S,129.9311833°E | • Illa deshabitada                                                                                               |              |                                                                      |
| Pulau Keraka | • Karaka ; • Pulau Karaka ; • "Crab Island".      |      | 4° 30′ 11.93″ S, 129° 53′ 11.89″ E / 4.5033139°S,129.8866361°E | • Illa deshabitada                                                                                               |              |                                                                      |

## Fauna i flora
El sòl volcànic de les illes Banda ha permès el cultiu de nou moscada, que és una planta autòctona. Altres productes de l'arxipèlag són els grans, els cocos, la tapioca, les fruites i verdures i els préssecs.
També hi ha moltes sargantanes endèmiques com la Gehyra marginata, el gegant Hamahera gecko o el Varanus melinus, el monitor de guatlla groga, Tiliqua gigas, la pell de tons blaus. Tan serps com Chrysopelea (serps que volen), pitons del gènere Morelia, boas oceàniques (gènere Candoia). També hi ha molts ocells, com el famós cacauet de Maluku o el lori escarlata, el Pitta maxima, l'ibis de coll negre o el llop Eclectus i el periquito tricolor. També hi ha algunes espècies de Paradisaeidae (ocells paradisíacs) com el paradís de Wallace, el paradís de Raggi, el paradís republicà i les aus rapinyaires com l'àguila de Gurney o la ninoxe de lladruc. També hi ha el formidable casc Casoar en algunes d'aquestes illes. La fauna també està ben representada al costat dels mamífers marsupials, conté el falang volador, el cuscus, les peramelides (bandicoots) i fins i tot una espècie de cangur (Dendrolagus inustus).
La fauna submarina és tan diversa com totes les aigües de l'arxipèlag tenen esculls de corall, ja que, com la majoria d'Indonèsia d'aquestes illes, es troben al triangle corall.

## Població
La meitat de la població de l'arxipèlag es troba a Banda Neira, la capital i port del districte, que es troba a l'illa del mateix nom. Els habitants de Banda Naira són descendents de javanesos, makassar i gent procedent de les illes veïnes, portats pels holandesos per treballar en plantacions de nou moscada holandeses.

## Turisme
Les Illes Banda són una destinació popular per als submarinistes. Els principals llocs són les Illes del Cranc, Batu Kapal i Karnobol.
La companyia Merpati enllaça teòricament Banda Neira dos cops per setmana amb Ambon, la capital de la província de Maluku. No és infreqüent que es cancel·li el vol per falta de passatgers.